# Trilar
Trilar je priimek več znanih Slovencev:
- Boštjan Trilar (*1968), poslovnež in politik
- Ciril Trilar - Čiro, partizan
- Katarina Prosenc Trilar (*1969), biologinja
- Tomi Trilar (*1962), biolog, zoolog, muzealec